# Søndeled kirke
Søndeled kirke er en norsk korskirke fra omkring 1150 i Søndeled, Risør kommune i Agder fylke.
Man kan ikke fastslå eksakt hvornår Søndeled kirke blev bygget, men man antager det det kan have været omkring 1150 – og den havde den gang navnet: Sunnaleidis kirkja. Den er bygget i angelsaksisk stil ligesom flere af de gamle stenkirker i Agder. Ved det store kirkesalg i 1720-årene købte almuen kirken. Kirken er automatisk fredet (før 1650). Den ældste omtale af kirken er fra omkring 1620 (Synneleff kiercke, men en præst ved kirken nævnes allerede i 1320 (sira Eiriki a Sundaleidi). Kirken er beliggende på grænsen mellems Lille Søndeled og Store Sønderled, ved nordenden af Søndeledfjorden på østsiden af den korte elvestrækning fra Brøbørvann ned til fjorden. Af den romanske stenkirke er kun det rektangulære skib med de rundbuede portaler bevaret.
Kirken var indtil 1745 fælleskirke for Søndeled, Gjerstad og Vegårshei. Samme år blev Søndeled og Risør udskilt fra Gjerstad.
Stenkirken blev først i 1768 udvidet til korskirke efter at tårnet blev rejst i 1752. De to nye korsarme og koret blev bygget i tømmer. Kirkens form og udsmykning har den hovedsagelig beholdt i nutiden.
1877 blev Søndeled skilt ud fra Risør som et eget prestegjeld, og delt i to sogne, indre og ytre Søndeled. En ny kirke blev bygget for ytre Søndeled, Frydendal kirke som stod færdig i 1879. Siden 1964 har Søndeled og Risør igen været et prestegjeld og en kommune med Risør som hoved-sognet.

## Interiør
Døbefonten er det eneste af kirkens inventar fra kirkens ældste tid. Den er af klæbersten og er så dyb at man kunne sænke barnet ned i døbefonten. I bunden af døbefonten er der et hul til at dåbsvandet kunne løbe ud uden at det kom i forbindelse med noget urent når den hellige handling var afsluttet. Et messingfad fra 1600-tallet er stadig i brug som dåbsfad.
Den todelte altertavle blev leveret i 1795, og er udført af den danske landskabsmaler Christian August Lorentzen (1746-1828). Det store billede bærer det bibelske hovedtema og viser ”Jesus i Getsemane”, mens vi ser ”Jesu opstandelse” i den buede indramning øverst. Den bibelske scene finder sted i Getsemane, efter nadveren og før korsfæstelsen, og bekræfter således altertavlens særegenhed når det gælder motivvalget.
På alteret står der to gamle lysestager skænket af Isach Lauritzen Falch (1601-1669). Isach var den samme person som fik Risør kirke bygget i 1746-47 og som skænkede en del af inventaret til denne kirke. En bibel udgivet i Christian III af Danmark og Norge (1503-1559) ligger på kirkens alterbord.
I kirken står der en gammel stol af en ukendt alder, med årstallet 1211 indskåret i ryggen med arabertal. På nordvæggen nede i kirken hænger et vævet alterbillede fra 1630, som fremstiller nadveren.
Kirken blev i pietisme ns tid i det 18.århundre dekoreret og malet i flotte farver med skyer på det runde loftstag. Det farverige interiør blev desværre overmalet i ensfarvet gråtone, men i 1924 lykkedes det restaureringskonsulent Finn Krafft ved en vellykket restaurering føre kirken tilbage det gamle pragtfulde interiør.
I kirkeskibet hænger et vævet alterbilde eller antependium fra 1632. Den gamle altertavle hænger nu nede i kirkeskibet; motivet er den sidste nadver
Et epitafium over præsten Christen Svenningsen med familie hænger i kirken ved opgangen til prædikestolen.
Prædikestolen er fra omkring 1850, og skal ifølge traditionen være skåret af Peder Olsen Stifoss.
Orgelet blev indkøbt i 1896 for 2.000 kroner,- og var i brug indtil 1961 da det nye orgel blev indkøbt fra Norsk Orgel og Harmoniumfabrikk. 2020 blev et nyt orgel taget i brug, et mekanisk sløjfeladeorgel i traditionel stil, med 21 - 25 stemmer fordelt på hovedværk, svelleværk og pedal, alternativt med elektrisk registratur og kombinationer.
Kirken fik elektrisk lys i 1925. Samme år fik kirken seks nye lysekroner. Til 800-års jubilæet i 1950 bekostede kommunen et elektrisk varmeanlæg.

## Galleri
- Søndeled kirke
Foto: Erik Christensen
- Kirkens ældste alterbillede i tre dele fra 1664 hænger nede i kirken
- Et epitafium over præsten Christen Svenningsen med familie
- Døbefonten
- Prædikestolen er fra år 1800
- Loftshimmelen og orgelet
- Søndeled kirkegård

## Søndeled kirkegård
Der er seks faldne fra Storbritannien under 2. verdenskrig som er gravlagt her. Deres Short Stirling fly blev den 30. marts 1945 skudt ned af Luftwaffe.